# 若林稔彌
若林稔彌（日语：若林 稔弥，1987年4月11日—），日本男性漫畫家，代表作为《徒然喜歡你》。

## 作品一覽

### 漫畫

#### 連載
| 作品名稱（日文原名）      | 發表期間       | 發表雜誌                                   | 出版社            | 冊數       | 備註                              |
| ------------------------- | -------------- | ------------------------------------------ | ----------------- | ---------- | --------------------------------- |
| 大魔王咲!! （）           | 2009年         | 《Comic Gear》                             | 芳文社            | 未出單行本 |                                   |
| 戀愛中的美知留大小姐 （） | 2012年         | 《月刊少年GANGAN》                         | 史克威爾艾尼克斯  | 全2冊      |                                   |
| 我無法成為公主 （）       | 2013年         | 《漫畫電擊大王G》                          | ASCII Media Works | 全3冊      |                                   |
| 徒然喜歡你 （）           | 2014年－2018年 | 《別冊少年Magazine》 →《週刊少年Magazine》 | 講談社 青文出版社 | 全12冊     | 2017年17月－9月播出同名電視動畫。 |
| 加奈子的幸福殺手生活 （） | 2019年－連載中 | 《最前线》                                 | 星海社 青文出版社 | 已出版7冊  | 2025年2月起播出同名真人電視劇。   |
| 柏青娘 （）               | 2020年－連載中 | 《DMM Pachi Town》                         | 星海社            | 已出版2冊  |                                   |

#### 短篇
- （《漫畫電擊大王G》VOL.100附錄小冊子《週年紀念大王G》[3]）

#### 選集
- （2022年2月9日發行[4]）－封面插圖[4]。寶礦力水特的宣傳漫畫收錄[4]。

### 其它
- 漫畫家與助手（2014年）第9話片尾插圖
- 戀愛與謊言（2017年）第7話片尾插圖
- BEM（2019年）第8話片尾插圖
- 超級野田遊戲派對（日语：野田ゲー）（2021年）『～GALS FIGHTER～ 應援』製作

## 電視出演
- 日本！我來了（東京電視台，2013年11月11日播出）
- 日本！我來了（東京電視台，2021年11月22日播出）

## 外部連結
- 徒然喜歡你 （页面存档备份，存于）漫畫官方網站 （日語）
- 若林稔彌的X（前Twitter） （日語）
- 若林稔彌的pixiv （日語）